# Departamento de Justiça dos Estados Unidos
O Departamento de Justiça dos Estados Unidos (DOJ), é um departamento executivo federal do governo dos Estados Unidos que supervisiona a aplicação interna das leis federais e a administração da justiça. É equivalente aos ministérios da justiça ou do interior de outros países. O departamento é chefiado pelo procurador-geral dos EUA, que se reporta diretamente ao presidente dos Estados Unidos e é um membro do gabinete do presidente. Pam Bondi serve como procuradora-geral desde 4 de fevereiro de 2025.
O Departamento de Justiça contém a maioria das agências federais de aplicação da lei dos Estados Unidos, incluindo o Federal Bureau of Investigation (FBI), o Serviço de Delegados dos Estados Unidos, a Agência de Álcool, Tabaco, Armas de Fogo e Explosivos, a Drug Enforcement Administration e o Federal Bureau of Prisons. O departamento também possui oito divisões de advogados que representam o governo federal em litígios: as Divisões Criminal, Civil, Antitruste, Tributária, Direitos Civis, Meio Ambiente e Recursos Naturais, Segurança Nacional e Gestão da Justiça. O DOJ inclui os Escritórios dos Procuradores dos EUA para cada um dos 94 distritos judiciais federais dos Estados Unidos.
O Congresso dos Estados Unidos criou o Departamento de Justiça em 1870, durante a presidência de Ulysses S. Grant. Suas funções datam originalmente de 1789, quando o Congresso criou o cargo de Procurador-Geral.

## História
O cargo de procurador-geral foi estabelecido pelo Ato Judiciário de 1789 como um trabalho de meio período para uma única pessoa, mas cresceu com a burocracia. Em um determinado momento, o procurador-geral dava aconselhamento jurídico ao Congresso dos EUA, assim como ao presidente; no entanto, em 1819, o procurador-geral começou a aconselhar somente o Congresso para garantir uma carga de trabalho gerenciável. Até 1853, o salário do procurador-geral era fixado por estatuto em valor inferior ao pago aos outros membros do Gabinete. Os procuradores-gerais iniciais complementavam seus salários administrando práticas jurídicas privadas, frequentemente argumentando casos perante os tribunais como advogados de litigantes pagantes. A leveza do cargo é exemplificada por Edward Bates (1793–1869), procurador-geral sob o presidente Abraham Lincoln (1861–1864). Bates tinha uma operação pequena, com uma equipe de apenas seis pessoas. Sua principal função era gerar pareceres jurídicos a pedido de Lincoln e membros do gabinete, e lidar com casos ocasionais perante a Suprema Corte. O gabinete de Lincoln estava cheio de advogados experientes que raramente sentiam a necessidade de pedir suas opiniões. Além disso, Bates não tinha autoridade sobre os Procuradores dos EUA em todo o país. O sistema de tribunais federais era administrado pelo Departamento do Interior, e o Departamento do Tesouro lidava com as reivindicações. A maioria das opiniões produzidas pelo escritório de Bates era de pouca importância. Lincoln não lhe deu tarefas especiais e não procurou sua opinião sobre nomeações para a Suprema Corte. Bates teve a oportunidade de comentar sobre a política geral como membro do gabinete com uma base política forte, mas raramente se manifestava.
Após tentativas frustradas em 1830 e 1846 para tornar o cargo de procurador-geral um trabalho em tempo integral, em 1867, o Comitê Judicial da Câmara dos Representantes dos EUA, liderado pelo congressista William Lawrence, conduziu uma investigação sobre a criação de um "departamento jurídico" chefiado pelo procurador-geral e também composto pelos vários advogados dos departamentos e procuradores dos Estados Unidos. Em 19 de fevereiro de 1868, Lawrence apresentou um projeto de lei no Congresso para criar o Departamento de Justiça. O presidente Ulysses S. Grant assinou o projeto de lei como lei em 22 de junho de 1870.
Grant nomeou Amos T. Akerman como procurador-geral e Benjamin H. Bristow como o primeiro procurador-geral dos Estados Unidos na mesma semana em que o Congresso criou o Departamento de Justiça. A função imediata do Departamento era preservar os direitos civis. O departamento se dedicou a combater grupos terroristas domésticos que usavam tanto violência quanto litígios para se opor à 13ª, 14ª e 15ª Emendas à Constituição.

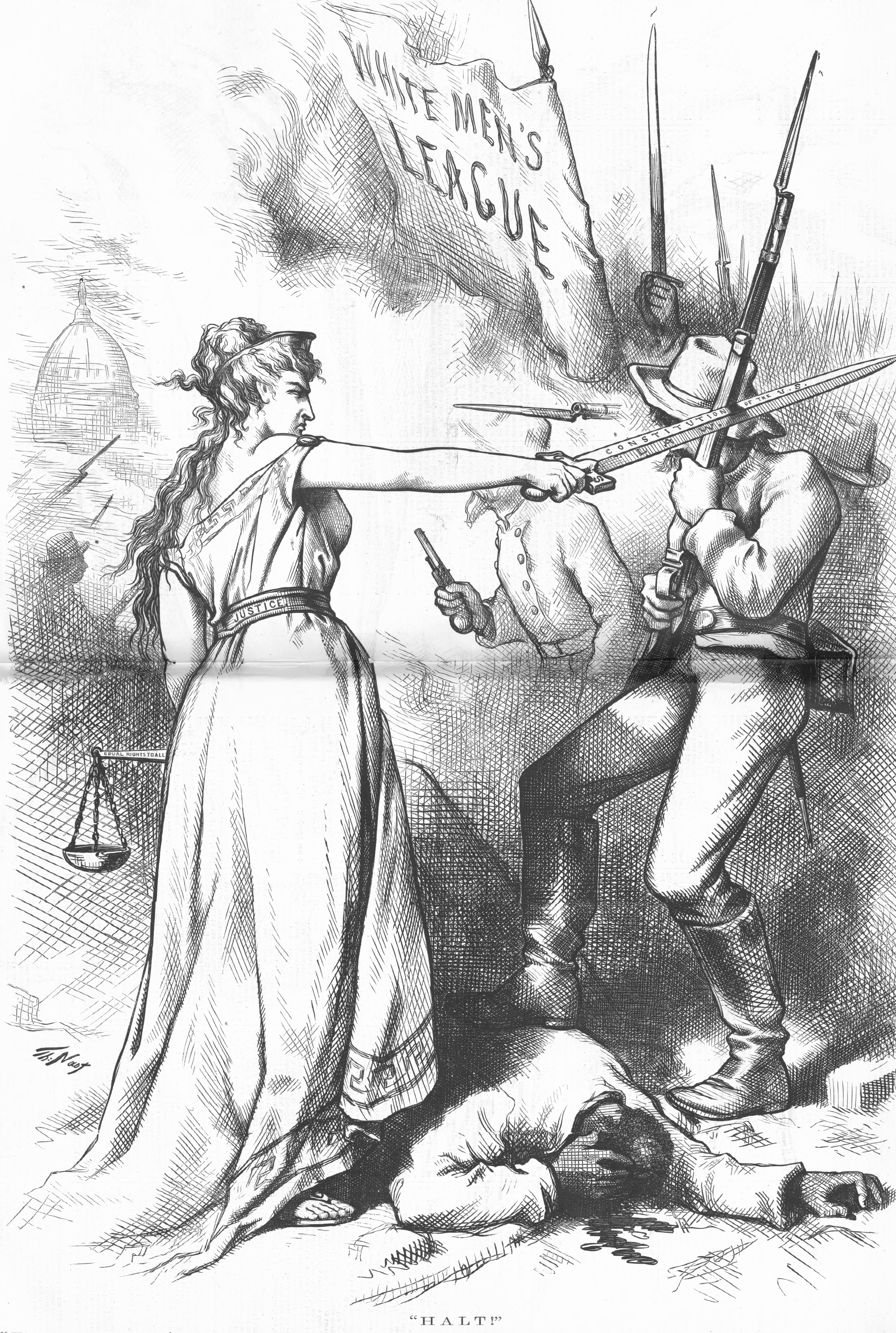
Ilustração de Thomas Nast intitulada "Halt", publicada em 17 de outubro de 1874

Tanto Akerman quanto Bristow usaram o Departamento de Justiça para processar vigorosamente membros do Ku Klux Klan no início da década de 1870. Nos primeiros anos do primeiro mandato de Grant, houve 1.000 acusações contra membros do Klan, com mais de 550 condenações do Departamento de Justiça. Em 1871, houve 3.000 acusações e 600 condenações, com a maioria cumprindo sentenças curtas, enquanto os líderes do Klan foram presos por até cinco anos na penitenciária federal em Albany, Nova Iorque. O resultado foi uma diminuição dramática da violência no Sul. Akerman deu crédito a Grant e disse a um amigo que ninguém era "melhor" ou "mais forte" que Grant quando se tratava de processar terroristas. George H. Williams, que sucedeu Akerman em dezembro de 1871, continuou a processar o Klan durante 1872 até a primavera de 1873, durante o segundo mandato de Grant. Williams então colocou uma moratória sobre os processos contra o Klan, parcialmente porque o Departamento de Justiça, sobrecarregado por casos envolvendo o Klan, não tinha pessoal suficiente para continuar as acusações.
A "Lei para Estabelecer o Departamento de Justiça" aumentou drasticamente as responsabilidades do procurador-geral, incluindo a supervisão de todos os procuradores dos Estados Unidos, anteriormente sob o Departamento do Interior, a acusação de todos os crimes federais e a representação dos Estados Unidos em todas as ações judiciais, proibindo o uso de advogados privados pelo governo federal. A lei também criou o cargo de Advogado-geral para supervisionar e conduzir a litígios do governo perante a Suprema Corte dos Estados Unidos.
Com a aprovação da Lei de Comércio Interestadual em 1887, o governo federal assumiu algumas responsabilidades de aplicação da lei, e o Departamento de Justiça foi encarregado de executá-las.
Em 1884, o controle das prisões federais foi transferido para o novo departamento, do Departamento do Interior. Novas instalações foram construídas, incluindo a penitenciária de Leavenworth em 1895, e uma instalação para mulheres localizada na Virgínia Ocidental, em Alderson, foi estabelecida em 1924.
Em 1933, o presidente Franklin D. Roosevelt emitiu uma ordem executiva que deu ao Departamento de Justiça a responsabilidade pelas "funções de acusação nos tribunais dos Estados Unidos de reivindicações e demandas por, e ofensas contra, o Governo dos Estados Unidos, e de defesa de reivindicações e demandas contra o Governo, e de supervisão do trabalho dos procuradores dos Estados Unidos, marshals e escrivães em conexão com isso, agora exercido por qualquer agência ou oficial..."

## Sede
O prédio do Departamento de Justiça dos EUA foi concluído em 1935, a partir de um projeto de Milton Bennett Medary. Após a morte de Medary, em 1929, os outros sócios de sua firma de Filadélfia, Zantzinger, Borie e Medary, assumiram o projeto. Em um terreno delimitado pelas avenidas Constitution e Pennsylvania e pelas ruas Nona e Décima, no Noroeste, o edifício possui mais de 1.000.000 de pés quadrados (93.000 m²) de espaço.
Diversos esforços, nenhum totalmente bem-sucedido, foram feitos para determinar o significado original pretendido do lema latino que aparece no selo do Departamento de Justiça, Qui Pro Domina Justitia Sequitur (literalmente "Quem pela Senhora Justiça Luta"). Não se sabe exatamente quando a versão original do selo do DOJ foi adotada, ou quando o lema apareceu pela primeira vez no selo. A opinião mais autorizada do DOJ sugere que o lema se refere ao Procurador-Geral (e, por extensão, ao Departamento de Justiça) "que processa em nome da justiça (ou da Senhora Justiça)".
A concepção do lema de que o procurador (ou advogado do governo) é um servo da própria justiça se expressa concretamente em uma inscrição semelhante em inglês ("THE UNITED STATES WINS ITS POINT WHENEVER JUSTICE IS DONE ITS CITIZENS IN THE COURTS") no painel acima da porta da antecâmara do átrio cerimonial, logo fora do escritório do Procurador-Geral no Edifício Principal do Departamento de Justiça em Washington, D.C. O edifício foi renomeado em homenagem ao ex-Procurador-Geral Robert F. Kennedy em 2001. Ele é às vezes chamado de "Main Justice" (Justiça Principal).

## Agências
Os órgãos sob a jurisdição do DOJ incluem:
- Os Escritórios dos Procuradores dos Estados Unidos
- O Escritório do Advogado-geral dos Estados Unidos
- O Escritório do Inspetor Geral do Departamento de Justiça
- O FBI
- A Drug Enforcement Adminstration
- A Agência de Álcool, Tabaco, Armas de Fogo e Explosivos
- O Federal Bureau of Prisons
- O Serviço de Delegados dos Estados Unidos

## Finanças e orçamento
| Programa                           | 2022 (milhões) | 2023 (milhões) | 2024 proposto (milhões) |
| ---------------------------------- | -------------- | -------------- | ----------------------- |
| Aplicação da Lei                   | $19,286        | $20,543        | $21,292                 |
| Litígios                           | 1,552          | 1,752          | 2,091                   |
| Administração/Tecnologia/Outros    | 880            | 652            | 2,009                   |
| Prisões e Detenção                 | 10,223         | 10,802         | 9,988                   |
| Subvenções Estaduais e Locais      | $3,630         | $4,195         | $4,912                  |
| Taxas ATR e USTP                   | (551)          | (459)          | (556)                   |
| Total, BA Discricionário com Taxas | $35,020        | $37,485        | $39,736                 |